# Дзиротё из Симидзу
Дзиротё из Симидзу (яп. 清水 次郎長 Симидзу но Дзиротё:), настоящее имя Ямамото Тёгоро (яп. 山本 長五郎, 14 февраля 1820 — 12 июня 1893 года) — вошедший в легенды исторический босс якудза, подчинивший себе в конце XIX века порт Симидзу и два тракта — Токайдо и Накасэндо — соединяющие две столицы Японии, Киото и Эдо.
Отец будущего оябуна был владельцем парома, а о матери его записей не осталось. Мальчик родился в первый день лунного года. Из-за суеверий, что якобы младенцы, рождённые в первый день нового года, становятся либо великими гениями, либо безнадежными злодеями, его отец не стал рисковать и отдал сына на усыновление соседу-лавочнику. Тёгоро был ребёнком непослушным, не раз нарушавшим правила. В 15 лет он попросил у своего приёмного отца позволения отправиться в Эдо, но получил отказ, и тогда украл у отца деньги и сбежал. По слухам, однажды Дзиротё убил человека, который попросил его отдать деньги, взятые в долг, и тело бросил в реку. Вероятно, это и было настоящей причиной побега в Эдо. После смерти отчима Дзиротё вернулся домой и начал карьеру якудза. И уже к концу XIX века он создал большой клан, подчинив себе все игорные притоны вдоль главной дороги из Эдо в Киото.
С именем Дзиротё также связана первая в истории большая гангстерская война. Она, как это обычно бывает, вспыхнула из-за дележа территорий, на которых широко расплодившиеся к середине XIX века банды якудза устраивали свои игорные дома и обирали рабочих-поденщиков. Дзиротё во главе гангстерской шайки из шестисот человек безжалостно вырезал группу соперников в соседней префектуре. На счету Дзиротё также числилась и огромная кража больших «золотых дельфинов» (кинсяти) с крыши Нагойского замка.
В период гражданской войны, после которой завершился период правления Токугава, Дзиротё сыграл важную роль. Как армия революционеров, так и армия правительства Токугава пытались получить помощь у якудза, поскольку у тех были хорошо организованные военные силы. Дзиротё поддерживал силы революционеров, поэтому все его прошлые преступления и убийства были прощены. В 1868 году более 3000 солдат армии Токугава приплыли на корабле из Токио в Симидзу, где были уничтожены объединёнными силами Дзиротё и революционной армии. Дзиротё решив, что нельзя оставлять огромное количество трупов на побережье, похоронил их по-человечески. Именно на этом факте основаны легенды о человечности Дзиротё.
Уже в период Мэйдзи, Дзиротё работал на правительство. Известно, что Тэссю Ямаока, назначенный в 1871 году управляющим двором императора Мэйдзи, частенько прибегал к услугам Дзиротё, когда требовалось усмирить столичную бедноту, подымавшуюся против полуголодного существования, или крестьян, возмущенных несправедливыми поборами.
Считается, что именно от Дзиротё дошла до нынешних якудза философско-людоедская сентенция:

"Пистолет холоден. Пистолет — это механизм. В нём нет персонификации, — так передают гангстеры слова Дзиротё. — А меч — продолжение человеческой руки, человеческой плоти, и я могу, — цитируют якудза изречение своего прародителя, — передать всю глубину ненависти к противнику, когда клинок моего меча пронзает его тело. Погружая руку-меч в тело врага, — в этом месте пересказа слов якудза обычно закатывают в экстазе глаза, — то нет большего наслаждения произнести: «Синдэ мораимасу», то есть «прошу вас умереть».